# جي إس شيفاغرودربا
جي إس شيفاغرودربا (بالإنجليزية: G. S. Shivarudrappa)‏‏ (7 فبراير 1926 - 23 ديسمبر 2013 ) شاعر، وكاتب من الهند.

## الجوائز
- جائزة أكاديمية شايتا  [لغات أخرى]‏[1]